# سياه درة كوسة (مقاطعة دورة)
سياه‌درة كوسة (بالفارسية: سیاه‌دره کوسه) هي قرية تقع في قسم تشكن الريفي (مقاطعة دورة) في إيران. يقدر عدد سكانها بـ 174 نسمة .